# Fourré

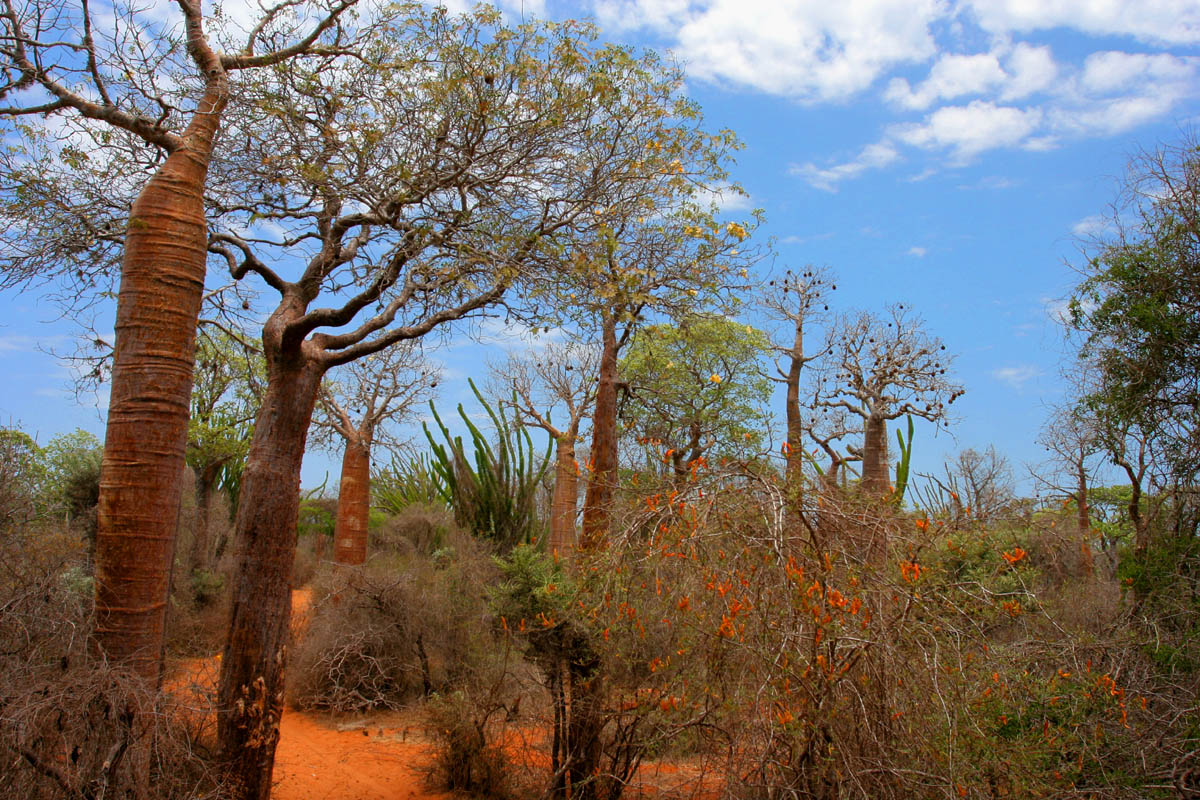
Fourrés épineux de Madagascar.

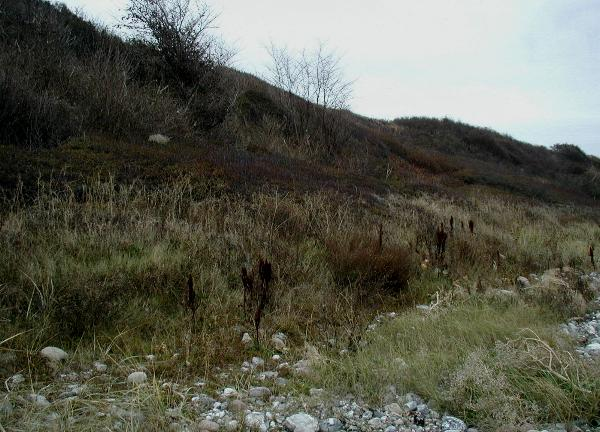
Fourré constitué d'aubépine et de prunellier.

En biogéographie, un fourré est un paysage ou un terrain (agricole, pastoral ou forestier) dans lequel les  buissons et broussailles sont nombreux, denses, touffus et enchevêtrés. Cette buissonnaie peu pénétrable est constituée de petits arbustes, surtout d'arbrisseaux, et éventuellement de sous-arbrisseaux, dont la plupart des cimes ne se touchent pas, mais qui couvrent au moins 40 % de la superficie (fourré clair), voire bien plus (fourré dense). 
En sylviculture, un fourré est plus spécifiquement un peuplement forestier équien constitué de jeunes arbres, de 1 à 3 m (entre les stades du jeune semis et du gaulis), trop serrés pour que leurs branches, entrelacées permettent une circulation aisée. Le fourré peut être une formation pré-forestière (stade précoce de développement de la futaie) ou post-forestière (dégradation de la forêt).
L'évaluation du taux d'embroussaillement par les fourrés (au-delà de 75 % le milieu est considéré comme une lande ou une fruticée) permet d'évaluer les menaces de fermeture du milieu. Le type de colonisation des ligneux, défini par leur disposition au sein du milieu (en lisière, en taches ou homogène) et par les espèces présentes, permet de mieux comprendre son déroulement. 

## Dynamique successionnelle
Cette formation végétale peut être issue de parcelles en déprises liées à l'exode rural et à une évolution des pratiques agricoles pour répondre à des logiques productivistes (intensification des surfaces mécanisables avec repli sur les meilleurs terrains). Ainsi, les espaces les moins productifs et les plus difficiles à exploiter (relief accidenté, pierrosité importante) ont été progressivement abandonnés, laissant place à la dynamique naturelle de la végétation. La série de végétation classique est alors : friches ou parcelles sous-pâturées, puis fourrés, stades pré-forestiers et enfin forestiers, complexes et diversifiés.
En Bretagne, l'arrêt des modes de gestion des landes conduit à leur substitution par des fourrés d'ajonc d'Europe et des nappes de Fougère-Aigle se substituent à la lande peu. La bourdaine et le saule roux (Salix atrocinerea) sont également à la base de la formation de fourrés dans les landes humides, sur les talus ou les vieilles murettes de pierres sèches qui séparent les parcelles de landes.

## Fourré nain et arbustif
Le fourré nain correspond à une formation arbustive rarement haute de plus de 0,5 m, plus ou moins dense. La strate supérieure est dominée par des sous-arbrisseaux (chaméphytes frutescents). Le fourré arbustif est une formation arbustive de 0,5 à 7 mètres plus ou moins dense et difficile à pénétrer selon sa hauteur. La strate supérieure est dominée par des arbrisseaux (nanophanérophytes) dont la plupart sont ramifiés dès la base (espèces cespiteuses).

## Élément de biodiversité
Parmi les stades de croissance intermédiaires, les fourrés accueillent une grande diversité d'espèces nicheuses avec notamment l'apparition de la Mésange charbonnière et des turdidés (Merle noir, Grive musicienne, Rouge-gorge, Rossignol).
Dans la région du Puisaye entre l'Yonne et la Nièvre, les haies appelées bouchures ou bouchues, larges fourrés d'arbres de cinq à six mètres, abritent tout un peuple de mulots, belettes, lapins.
« Les broussailles jouent un rôle de stimulateur à part entière qui aide à la consommation de l’herbe. En aucun cas, elles ne pénalisent les rations quotidiennes, bien au contraire. Elles permettent ainsi à l’animal de diversifier aisément son régime alimentaire. Par exemple, sur de vieux prés envahis de genêts à balais, lorsque ces genêts sont gyrobroyés, les brebis consomment alors en juin 35 % en moins. La présence de cette broussaille diversifie le « menu » des brebis en cours de «repas» et améliore leur motivation alimentaire jusqu’à leur faire consommer 20 % d’herbe en plus (effet synergique sur l’appétit) ».